# اندرو لیندسای (شناگر)
اندرو لیندسای (به انگلیسی: Andrew Lindsay) (زادهٔ ۲۵ اکتبر ۱۹۷۹) شناگر اهل بریتانیا است.